# Nadezjda Durova

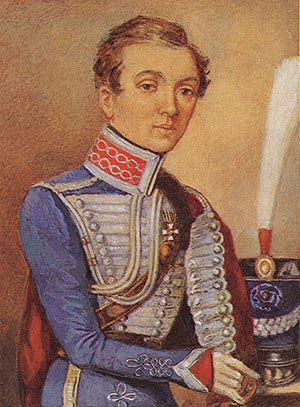
Nadezjda Durova

Nadezjda Durova, född 17 (28) september 1783 i Kiev, död 21 mars (2 april) 1866 i Jelabuga, känd som Aleksandr Durov, var en rysk officer, feminist och memoarförfattare. Hon tjänstgjorde i den ryska armén 1807–1816 förklädd till man och fick flera höga militära utmärkelser.

## Biografi

### Barndom och uppväxt
Nadezjda Durova var dotter till ryttmästaren Andrej Durov och Marfa Aleksandrovitj, dotter till en ukrainsk godsägare som först motsatte sig deras äktenskap. Nadezjdas mor, som hade önskat sig en son blev besviken och var så våldsam mot dottern att Nadezjdas pappa tog ifrån henne barnet, och istället anförtrodde dottern till sin flankhusar Astachov. Nadezjda Durova fick därmed en uppväxt med militär träning, hästar och vapen som hon troligtvis inte hade fått annars. Hennes favoritleksak ska ha varit en oladdad pistol.

### Familjeliv
Nadezjda Durova gifte sig med rådmannen Vasilij Tjernov och fick en son vid namn Ivan, innan hon lämnade familjelivet efter fem år och istället blev militär förklädd till man.

## Karriär

### Som militär
1807 lämnade Durova sin familj för att ta värvning, i kosackkläder och tillsammans med sin favorithäst Alkid, som hon hade fått av sin far. Hon gick med i den polska armén för att slåss tillsammans med de ryska styrkorna.
Enligt Durovas egna memoarer så var tsaren Alexander I medveten om att hon var kvinna, blev imponerad av hennes mod och efter att han hade fått sina misstankar bekräftade så ska han ha stöttat henne med ekonomiska medel. Så småningom kunde Nadezjda leva ganska öppet med sin hemlighet att hon egentligen var en kvinna.

### Som författare
Hon författade även sina memoarer, som är bland de första på ryska. Genom sin bror hade Durova lärt känna poeten Aleksandr Pusjkin, som fick läsa ett utkast till Kavalleristflickan och lät publicera delar av det i sin tidskrift Sovremennik innan memoarerna kom ut i sin helhet.
Böckerna finns nyutgivna på engelska under namnen: The Cavalry maid: The Memoirs of a Woman Soldier of 1812 och  By Nadezhda Durova och CAVALRY MAIDEN Journals of a Russian Officer in the Napoleonic Wars. Böckerna är två olika översättningar, den första av John Mersereau Jr. and David Lapeza, den andra av Mary Fleming Zirin.
På svenska finns Nadezjda Durovas memoarer utgivna som Kavalleristflickans anteckningar. Tilldragelse i Ryssland. Översättning, efterord och kommentarer av Nils Håkanson. Det är den första fjärdedelen av hela verket som är översatt och en fortsatt utgivning utlovas om intresse finns. 

## Allmänna källor
- Durova, Nadjezjda (2019). Kavalleristflickans anteckningar. Tilldragelse i Ryssland. Översättning, efterord och kommentarer av Nils Håkanson. Ruin förlag. ISBN 978-91-88241-09-2
- Kamenir, Victor (2006). NADEZHDA DUROVA: RUSSIAN CAVALRY MAIDEN IN THE NAPOLEONIC WARS. Nadezhda Durova served gallantly in the Russian cavalry--then embarked on a literary career. Online article: https://www.historynet.com/nadezhda-durova-russian-cavalry-maiden-in-the-napoleonic-wars/?f (Originally published in the April 2004 issue of Military History magazine).
- Reimann, Matt (2017). This brave Russian soldier posed as a man to fight Napoleon. Nadezhda Durova was commended by the tsar personally. Online article: https://timeline.com/nadezhda-durova-russian-soldier-168c750fcd6e